# بلانش إيفانز دين
بلانش إيفانز دين (بالإنجليزية: Blanche Evans Dean)‏ هي مُدرسة أمريكية، ولدت في 12 يونيو 1892، وتوفيت في 31 مايو 1974.